# 八幡町 (神戸市)
八幡町（やはたちょう）は兵庫県神戸市灘区の町名の一つで、同区北東部、八幡字五社田・永手・常地免・日尾・大道・宮山・荒野と高羽字楠丘と都賀字東開地などから成立した。郵便番号：657-0051。

## 地理
東は北部が楠丘町で南部が高徳町、南は西部が日尾町で東部が神前町、西は篠原南町、北は阪急神戸線を挟み宮山町。東から順に一～四丁目がある。阪急六甲駅の南側に広がり、域内には六甲八幡神社、神戸市立六甲小学校、梅仙寺を有する。

### 地価
住宅地の地価は、2014年（平成26年）1月1日の公示地価によれば、八幡町4-8-7の地点で32万4000円/m2となっている。

## 歴史
町名の由来は旧村名（旧大字）の八幡村にあり、村名は六甲八幡神社があることに因む。
『神戸の町名 改訂版』では
1. 万寿3年（1026年）、八幡信仰で神助を得た水原武信という人物がこの地に八幡大神を奉った。
2. 社伝によると治承4年（1180年）平清盛が福原遷都の際、男山八幡（石清水八幡宮）を勧請したので成瀬村を改め八幡村とした。
3. 正和年間（1312～1317年）、花園天皇の勅命により豊前の宇佐八幡（宇佐神宮）を勧請した。

などの説を挙げている。なお3番目の説の場合、元弘3年（1333年）の『太平記』摩耶合戦の条に「八幡林」の名が見えるため、十数年で八幡森の名が知られていた事になり、他に公的記録はない。
中世後半から近世初頭には八幡の地は北部から南東の一部にかけてを北庄（きたんじょ）、北西の一部から南部にかけてを大道（おおみち）と言った。中世の天城文書に大道村が出てくるが、若林泰は「八幡村（北八幡、通常北庄（きたんじょう）と呼ばれていた）の東南にあり、八幡宮の馬場先の南および東に村があったようである。八幡の古老数人から、昔の八幡村は北庄、大道の二郷からなったと聞いたことがあるが、その名称はかなり後まで用いられた」と書いている。大道の小字は今の神前町、日尾町、備後町に広がっていた。
江戸時代には北庄は尼崎藩領、大道は旗本石河氏領で、俗に北庄は北の町、大道は南の町とも呼ばれた。
北組南組に分かれていた八幡村も明治3年に石河氏の石川又十郎が所領を兵庫県に返納し、明治5年、尼崎県も兵庫県に統合されたため一つとなった。連合戸長制により八幡組として高羽・徳井・都賀・篠原・水車新田と共有の戸長役場が置かれ、明治22年（1889年）これら6村が合併して六甲村が誕生し、ここに村役場が置かれた。

## 人口統計
令和2年国勢調査（2020年10月1日）における世帯数1,669、人口2,545で内男性1,165人・女性1,380人。